# Francis Banecki
Francis Banecki (né le 17 juillet 1985 à Berlin) est un footballeur allemand évoluant au poste de défenseur. 

## Carrière
Dans sa jeunesse, Francis a joué avec Reinickendorfer Füchse, Hertha BSC et Tennis Borussia Berlin. Il a changé en 2003/2004 dans l'équipe de jeunes du Werder Brême. L'année suivante, il monte dans l'équipe amateur brêmoise. En professionnels, le 20 octobre 2004, il débute contre Anderlecht. À la suite de bonnes prestations, Banecki a signé un contrat d'un an comme professionnel dans l'équipe de Thomas Schaaf. En outre, il a participé à l'Euro 2005 des moins de vingt ans avec l'équipe d'Allemagne. 